# Benoit Blue Boy
Pour les articles homonymes, voir Blue et Billot.
Benoit Blue Boy est un chanteur, compositeur et harmoniciste de blues français, né Benoît Billot à Paris le 24 mai 1946.

## Biographie
Né en 1946 à Paris, Benoît Blue Boy partage très vite son temps entre ses études aux Beaux-Arts et ses compagnons de tous les instants : le blues et l’harmonica.
Auteur compositeur, il décide d’apprendre son métier sur scène et de faire découvrir cette culture d’outre-Atlantique qu’est le blues. Le blues français est né. En 1970 il part pour Los Angeles où il va séjourner deux ans. Il y fera la rencontre de Stevie Wonder, Carol King, James Taylor et Albert King. En 1972, il découvre auprès de Zachary Richard la musique cadienne de Louisiane. Les deux musiciens chantant en français reconnaissent mutuellement s’être influencé : Benoît par son blues et Zachary par ses racines louisianaises.
Le premier album de Blues en français « Benoît Blue Boy » sort en 1979 chez Vogue. C’est déjà du “Made in Benoît” avec des textes pleins d’humour et de dérision façon Boris Vian et surtout l’art et la manière de chanter le Blues “bien de chez lui”. Un an plus tard, même envie pressante, il sort son 2e album chez Vogue “Original”, et dans la foulée, prend la direction artistique des deux premiers disques du groupe “Backstage” où sévissait déjà Paul Personne. En 1981, on n'arrête pas Benoît Blue Boy comme ça et il lance sur la comète son 45 tours “Le blues du vendeur de blues” (Vogue). Juste après, il travaille sur la réalisation du premier album de Patrick Verbeke. En Juin 82, c’est l’Olympia 'Le Rock d'Ici"  produit par Marc Barriére (Rose Bonbon) et Benoît participe à de nombreuses émissions de radios et télévisions. Son 3e album “Plaisir simple” sort chez Gaumont. C’est aussi chez Gaumont qu’il collabore artistiquement à un album de Jacques Dutronc. C’est en 1986 que sort son 4e disque chez Madrigal “Tortillage” - titre qui prédestinera au nom de son futur groupe “Les Tortilleurs”. Le 5e album sort en 1988 chez M.O. “BBB et Les Tortilleurs” avec François Bodin à la guitare et Philippe Floris à la batterie. Peu avare de son art, Benoît parcourt la France et l’Europe.
De concert en concert, il a su conquérir un public de connaisseurs, provoquant à chaque passage ferveur et enthousiasme. Son premier CD “Parlez-vous français ?” sort fin 90. Benoît part jouer son nouveau répertoire sur les scènes hexagonales et européennes (Italie, Suisse, Belgique). New Rose réédite au passage “Tortillage” et “BBB et Les Tortilleurs”, version CD. En 1993, sortie du nouvel album “Plus tard dans la soirée”. Benoît continue à se produire sur les scènes nationales et internationales dont le Festival de Montréal, Les Francofolies, Chorus, etc. Octobre 94, sortie de “Couvert de bleu” sur le label Pense à moi, puis “Lent ou rapide” en 1996 chez Dixiefrog.
En juillet 2000, Benoît enregistre à Austin “Benoît Blue Boy en Amérique” avec entre autres les West Side Horns, Hector Watt, Uncle John Turner. Plusieurs tournées avec Lazy Lester. « Maux d'absence » en 2004 de nouveau avec Geraint Watkins. « Funky Aloo » en 2010 avec Freddie Roulette.
En 2017, il revient au format 33 tours puisque À boire et à manger à Saint-Germain-des-Prés paraît uniquement sur vinyle et en téléchargement mp3.

## Trophées et récompenses
- Meilleur artiste de blues aux Trophées France Blues 1998.
- Meilleur compositeur blues français 2001.
- En Amérique, meilleur album de blues français en 2001

## Discographie

### Albums
- 1979 : Benoit Blue Boy (Vogue).
- 1980 : Original (Vogue).
- 1982 : Plaisir simple (Gaumont Musique).
- 1986 : Tortillage (Madrigal).
- 1988 : Benoît Blue Boy et les Tortilleurs (avec François Bodin à la guitare et Philipe Floris à la batterie) (MD).
- 1990 : Parlez vous français ? avec les Tortilleurs (La Lichère-Night and Day).
- 1993 : Plus tard dans la soirée (La Lichère-Night and Day).
- 1994 : Couvert de bleus (AB Disques)
- 1997 : Lent ou rapide (Dixiefrog).
- 2001 : En Amérique (Frémeaux et Associés)
- 2004 : Maux d'absence (Mosaic Music) « avec les Tortilleurs »  (Mosaic Music)
- 2006 : Mic mac (Nocturne)
- 2010 : Funky Aloo avec Freddie Roulette et les Tortilleurs (Tempo-Socadisc)
- 2013 : Papa, fais pas ça avec Franck Goldwasser (La Lichère-Frémeaux et Associés)
- 2017 : À boire et à manger à Saint-Germain-des-Prés avec Nico Duportal (Tempo Records)

### 45 T singles
- 1979 : Descendre au café / Angela (Vogue).
- 1980 : Les p'tits boogies / Tu parles trop (Vogue).
- 1981 : Catheline / Le blues du vendeur de blues (Vogue).
- 1982 : Dans la vie y a pas qu'l'argent / Côté sud (Gaumont).
- 1982 : Le doux / Encore un petit effort (Gaumont).